# 色勒縣
色勒縣，原称色勒地区，是緬甸撣邦東部第四特區下轄的一個縣，位於勐拉西北30公里。在緬甸政府宣稱的行政區劃上屬於勐養縣與景棟縣。駐軍有369旅。

## 历史沿革
1986年底，缅共815军区在湄公河州地方行政设立勐拉县、色勒县、南板县和湄公河州。
1989年6月，吴再林等人脱离缅共，宣布缅共815军区、768旅和景北县合为一体，组成缅甸掸邦东部民族民主同盟军军政委员会，成立缅甸掸邦东部第四特区。
第四特区政府后将县改为地区，色勒县改为色勒地区，行政机构称为色勒地区管理委员会。
2023年1月，特区将地区再改为县，色勒地区改为色勒县，色勒地区管理委员会主任改为色勒县长。

## 行政區劃
色勒县下辖8个乡：
- 色勒乡（ဆီလူးဒိုင်နယ်）
- 景坎乡（ကျိန်းခမ်းဒိုင်နယ်）
- 德劳乡（တိလောဝ်ဒိုင်နယ်）
- 南佧乡（နမ့်ခပ်ဒိုင်နယ်）
- 瑙侯乡（နောင်ဟုတ်ဒိုင်နယ်）
- 木尖乡（မုတ်ကဲန်းဒိုင်နယ်）
- 养广乡（ယန်းကောင်ဒိုင်နယ်）
- 万卡乡（ဝမ်ခါးဒိုင်နယ်）

## 教育
色勒县境内有色勒新禾学校（色勒友谊学校、色勒智光学校）、赛再科学校（色勒缅文学校）、色勒民族中心果文学校（色勒果文学校）、色勒和团少年学校和模西伊学校（木尖学校）等学校。